# Столовое
Столово́е (бывш. Александровское) — село в Тамбовском районе Тамбовской области России. Административный центр Столовского сельсовета.

## История

### XIX — начало XX века
Село существует с начала XIX века, основателем села можно считать гвардии ротмистра Александра Михайловича Полетика. Первыми поселенцами Столового явились принадлежавшие ему крестьяне, выходцы из села Большая Талинка — семьи Букатиных, Жигалиных, Ступниковых, Фоменковых и другие.
Одно из первых упоминаний о селе относится к 1834 году — в ревизских документах упоминается «сельцо Александровское, Столовое тож», где жили крепостные крестьяне, принадлежавшие Александру Михайловичу Полетину (Полетику), за которым числилось 466 душ мужского и 460 женского, домов — 70.
Расположилось село Столовое у проточного ручья Столовой, на опушке леса, длинная улица протянулась на несколько километров. Жители занимались земледелием, животноводством, пчеловодством, немалую роль в их жизни играл лес, обеспечивавший продовольствием население.
Согласно «Списку населённых мест Тамбовской губернии за 1862 год»: Столовая, Александровка тож, сельцо владельческое, при безымянном пруде. Расположено на тракте из Тамбова в Спасск. Расстояние от уездного города — 25 вёрст. В Столовом в 1862 году уже 126 дворов, 520 душ мужского пола и 575 — женского. В сельце имеется мельница (сельцом тогда назывался населённый пункт, в котором имелась часовня или господский дом). Селом Столовое стало в 1873 году после постройки церкви.
В селе имелись две церкви: одна появилась в 1870—1873 годах под именем Успения Пресвятой Богородицы и просуществовала до 1933 года (была разобрана); вторая, построенная в начале 1920-х годов, просуществовала до 1957 года (сгорела при пожаре, охватившем полсела).
Село Столовое во времена Российской империи считалось зажиточным: в селе насчитывалось до 1500 голов коров, до 2500 голов лошадей. В селе имелось несколько частных лавок, кирпичин, ветряная мельница, а также винокуренный завод. В каждом дворе имелись свои сохи, телеги, сани. Многие крестьянские хозяйства насчитывали по несколько голов лошадей, коров, значительное поголовье мелкого скота и птицы.
После смерти А. М. Полетики Мордвинов, его родственник опротестовал завещание А. М. Полетики и в августе 1857 года принял имение у села Столовое (Александровка) как опекун детей под своё управление. После смерти брата Александра имение у села Столовое перешло к Марии Николаевне Мордвиновой, внучке Идалии Полетики. После Мордвиновых Столовое переходит в управление помещиков Бакуниных, которые были прямыми потомками дворянского рода Мордвиновых. В фонде № 29 Тамбовского архива имеется документ датированный 1871 годом: «План части дачи села Большой Талинки, на которой поселено село Столовое (Александровка) Тамбовского Уезда, принадлежащей Бакуниной М. Н.» В 1893 году помещик был осуждён и помещён в тюрьму. Мать его продаёт 6 тысяч десятин земли для выкупа своего сына Бакунина Т. З. из тюрьмы и отправки его за границу. В 1905 году помещик возвращается в с. Столовое, но долго в селе не живёт, уезжает из-за разгара Первой Русской Революции. Управлять имением вновь стала его мать. Барыня зимнее время проводит в Москве, а по весне приезжает в поместье, где всеми делами заправляли её зять Цырг Т. Н. и управляющий Рейтенборов, а за порядком в доме следили монашки.
Барский дом был расположен рядом с проточным прудом в окружении ухоженного парка и представлял собой двухэтажное строение с мезонином. За прудом был разбит фруктовый сад. Центром усадьбы был просторный одноэтажный дом на высоком фундаменте. К дому примыкала большая застеклённая веранда, на которой устраивались чаепития. Кроме того, на территории поместья был конюшенный двор, где насчитывалось несколько десятков лошадей, в имении занимались также молочным производством. Неподалёку от барского дома был расположен погреб-холодильник, сложенный из кирпича. После Октябрьской Социалистической революции 1917 года он был разобран и перевезён в село Саюкино или в Платоновку под здание клуба. Вместе с домом практически полностью погиб усадебный парк. Остались лишь небольшие остатки.

В сентябре 1884 года в результате сильнейшего пожара село выгорело практически полностью. Вот как это описывается в Тамбовских Губернских ведомостях:
№ 9
22 января 1885 года
Село Столовое Тамбовского уезда
27 сентября прошлого года, пожар мгновенно уничтожил в нашем селе 127 домов, а у некоторых крестьян сгорел и хлеб. Бедствие было ужасное. Погорельцы упали духом, так как на страховые деньги, которые они должны были получить из земства, трудно было им обстроиться как следует, а лишившимся хлеба приходилось голодать.

Первым отзывчивым благодетелем крестьян оказался купец Т. С. Сергеев, он пожертвовал им 127 руб. и 127 саж. кольев, а затем указал им некоторых лиц из торгового звания (А. М. Носова, Нагаева и др.), к которым крестьяне обратились за помощью и те пожертвовали им 248 руб. Общество весьма признательно Т. С. Сергееву, который и в настоящее время заботится об улучшении положения пострадавших крестьян. По его инициативе, погорельцы обратились с письменной просьбой к г. Политике, проживающей в Одессе, земля которой смежна с их землею, и она прислала им 1500 руб. Теперь наше село, хоть кое как обстроилось, и есть надежда на скорое улучшение его.
Основную массу составляли крестьяне — середняки. Село насчитывало 500 дворов, из них бедняков — 195, середняков — 300, кулаков — 5 (Федотов Ф. П., Титов В. А., Букатин М. М., Чечевицын Г. С., Ступников П. В.) Три последних семьи в результате раскулачивания сослали в Караганду, т.к дома у них были кирпичные под железными крышами.
В первой церкви села- церкви Успения Пресвятой Богородицы, с самого её основания в 1873 году, служил псаломщиком Преображенский Степан Яковлевич. Последние записи в метрических книгах Успенской церкви села Столового, в которых ещё стоит подпись псаломщика Преображенского Степана Яковлевича датированы апрелем 1898 года. В мае того же года на его место был назначен его зять — Земляницын Виктор Васильевич.
В конце 1903 года встал вопрос о строительстве в селе новой церкви. Тамбовским Епархиальным Архитектором В. Фрейманом был подготовлен проект, обследовано место для строительства. Новую деревянную церковь предполагалось строить однопрестольной, рядом с уже существующей. После небольших изменений, проект церкви был утверждён и 30 июня 1904 года получено разрешение на строительство. Новая церковь построена не была из-за русско-японской войны, которая вытягивала людские и финансовые ресурсы страны.

Вот, что написано по этому поводу в «Историко-статистическом описании Тамбовской Епархии за 1911 год»:
«Церковь деревянная, холодная, построена прихожанами в 1873 году. Престол один — Успенский, престольный праздник 15 августа. В церкви имеется копия Тамбовской иконы Божьей Матери. Ежегодно в июле месяце на несколько часов приносится Вышенская Чудотворная икона Казанской Божьей Матери. С 1909 году идет строительство новой каменной трехпрестольной церкви».
Строительство нового храма затянулось на долгие годы. Новую церковь построили в начале 1920 годов. Она пережила всероссийскую кампанию по разрушению церквей в послереволюционный период. В газете «Известия» Тамбовского губернского совета от 24 сентября 1921 года упоминается следующий факт: «Церковный причт села Столовое Мало-Талинской волости 11 сентября, при исполнении обедни, после слова священника „о помощи голодающим Поволжья“, произвёл денежный сбор среди граждан. Также сами причт и священник отчислили весь дневной доход в сумме 14000 руб. Общая сумма собранного 294000 руб.»
Новая церковь села Столового была в числе 52 действующих церквей Тамбовской области в 1947 году. Сохранились даже сведения о требах за 1, 2, 3 квартал 1949 года: крещений — 189, браков — 13, погребений — 40.
В 1911 году в Столовом 265 дворов, 1072 души мужского пола и 1143 — женского. Имеется земская двухкомплектная, одноклассная, смешанная школа, винокуренный завод.
К началу XX века в селе Столовое имелись три школы: «барская», земская и церковно-приходская. С 1914 года после в земской школе размещался приют для детей-сирот, который содержала помещица Бакунина. Воспитывались там дети солдат, погибших в Первую мировую войну, Многих привезли из Царства Польского, Беларуси и из Западной Украины. Содержалось в приюте до 60 человек.

### Революция 1917 года и Гражданская война
Сразу же после Февральской революции, в Столовом был создан сельский исполнительный комитет, многие заключённые попавшие во времена Российской империи за решётку были отпущены.
Во время Революционных событий 1917 года село входило в состав Мало-Талинской волости Тамбовского уезда, куда помимо Столового, включалась Малая и Большая Талинка, а также Старая и Новая Ляда. Центром волости считалась Малая Талинка. Важную роль в организации Советов в сёлах Мало-Талинской волости сыграли демобилизованные или дезертировавшие с фронта Первой мировой войны. Это были солдаты, возвращавшиеся по домам, с оружием. Многие из них явились очевидцами или участниками революционных перемен в Петрограде, Москве или других городах. Среди солдат были сочувствовавшие различным революционным партиям и даже состоявшие в некоторых из них. Особенно были популярны идеи партии Эсеров. По официальным данным Советы в Мало-Талинской волости были образованы 28 января 1918 года по новому стилю.
В Октябрьской революции столовчане в основном, занимали нейтральную позицию. Многие жители были недовольны призывом в Красную армию. Одни из представителей села состояли в составе РККА в высших чинах. Фоменков В. И. находился в Чапаевской дивизии, Куликов Ф. И. — в дивизии Котовского.
Во время Тамбовского восстания (1920—1921) некоторые жители села ушли в повстанческую армию. Открыто Антонова поддержали несколько человек, наиболее радикально настроенные против продразвёрстки и большевистских Советов. Самым непримиримым и ярким сторонником «антонова огня» был участник Первой Мировой Войны, георгиевский кавалер Букатин по кличке «Хрен», а также Пучнин («Курбан») и «Жестянка» (фамилия не выяснена). Даже после разгрома антоновщины, они некоторое время продолжали свою малую партизанскую войну, скрываясь от власти и запугивая её представителей. Известны случаи расправы над теми, кто работал в Советах. 31 января 1921 года в с. Б. Талинка бандой был схвачен и зверски зарублен первый коммунист села Столовое, председатель М.Талинского волисполкома Ступников Василий Филиппович. В июле того же года был убит председатель Столовского с/Совета А. С. Черкаев. Всего погибших в результате террора не менее 5 человек. Летом 1921 года, когда Гражданская война почти была завершена, основные силы бандитов капитулировали. Через село останавливался небольшой отряд Селянского, одного из членов восстания, в направлении Пахотного Угла.

### СССР
Село Столовое входило в состав Рассказовского (1928—1935 гг.), затем Платоновского (1935—1959) и далее Тамбовского районов (с 1959 г.).
В период коллективизации объединились более 30 крупных хозяйств, свели скот, стали трудиться вместе, одними из первых получили технику .На территории села существовало два колхоза: имени Ленина и имени Папанина.
Кроме того в пределах деревни Николаевка (Солдатская слобода тож), находившейся в 5 км от сельского Совета, рядом с одноимённым прудом функционировал третий колхоз «Заветы Ильича».
В 1930 году на месте хутора, так называемого «второго участка» был основан рабочий посёлок Заря.
Условия были тяжёлые, крестьяне не могли выезжать с мест, так как у них не было паспортов, а их получить можно было только с разрешения сельского Совета или по указанию свыше. На жителей села накладывались различные обязательства: на сдачу и поставку государству различной сельскохозяйственной продукции. Колхозники вынуждены были платить всевозможные налоги, в том числе за каждое растение в саду или на приусадебном участке. Жители села безвозмездно отрабатывали на общественных работах (прополка лесопосадок и т. д.). Те, кто отказывались от выполнения работ, привлекались к уголовной ответственности.
Великая Отечественная война унесла жизни около 400 сельчан. Всего было призвано более 1200 человек. В селе был развёрнут активный тыл. Когда фронт приблизился к Воронежу, жители села копали окопы. В честь погибших установлен памятник «Скорбящая мать» в центре села. Монумент бы поставлен благодаря М. В. Букатиной, старожилу села. На мемориале нанесены 384 фамилии сельчан, погибших в войне.

За большой вклад в победу житель села Закудряев Владимир Петрович был удостоен звания «Герой Советского Союза». Другому жителю села Панкратову Георгию Ивановичу, участнику Великой Отечественной и Советско-Японской войны, кавалеру ряда орденов СССР, была объявлена благодарность: 
Приказом Верховного Генералиссимуса Советского Союза товарища Сталина от 23 августа 1945 года № 372 за отличные действия в боях с японцами за освобождение Южного Сахалина.
Жительнице Столового заведующей медучастком в селе Ерофеевой Марии Михайловне 11 апреля 1945 года было присвоено звание «Заслуженный врач РСФСР».
Жители пережили голод и засуху 1946—1947 годов.
После войны в селе начался бурный экономический рост. В 1957 году существовавшие в селе совхоз и колхоз были объединены в Новолядинский совхоз. Возглавлял совхоз Шарин Александр Петрович. В 1967—1972 годах совхозом руководил Семён Матвеевич Горбачёв. Который объединил два хозяйства с. Столовое и Б.Талинку. Началось строительство 3-х двухэтажных домов в с. Столовое, мастерской, животноводческих помещений, семенной склад, стройцех, провели по селу водопровод..
Столовский сельсовет образован в 1966 году в составе Тамбовского района (решение Тамбовского облисполкома от 27.12.1966 № 1121).
На 1970-е — начало 1980-х гг. пришёлся пик процветания села, когда директором Новолядинского совхоза (позже переименован в совхоз им. 60-летия ВЛКСМ) был назначен Анатолий Дмитриевич Чуканов. При нём были созданы мастерские, животноводческие помещения, многие поля орошались системой орошения, пришло в совхоз много новой техники — тракторов, автомобилей, комбайнов. Большие заслуги А. Д. Чуканова в рационализации и интенсификации сельскохозяйственного производства совхоза: он начал практику использования донного ила прудов для удобрений полей. Для этих целей из бывшего ручья «Столовой» он воздвиг несколько прудов. для повышения эффективности орошаемых полей он внедрил использование оросительных машин «Фрегат» на двух позициях методом выращивания двух культур на одном поле, вводил и другие усовершенствования. В результате зерновые давали урожай до 40 ц/га. Было газифицировано всё село одним из первых в Тамбовской области, заасфальтированы дороги и стал ходить рейсовый автобус в Тамбов по 6 раз в день. Построены многоквартирные дома, Дом культуры, больница, телефонная станция, здание столовой, детский сад, 4-х этажное здание учебного центра (сейчас здание школы). Люди получали хорошие зарплаты. Здесь Чуканов был награждён высоким званием героя социалистического труда.
В 1980-х годах был создан свой собственный Народный ансамбль под название «Столовчанка», который существует и до сих пор.

### Конец XX — начало XXI века
После перестройки и распада СССР экономика села начала уходить на спад, многие предприятия закрыты. Почти разрушено сельское хозяйство, земли обрабатываются частично, животноводство полностью ликвидировано.
По состоянию на конец октября 2019 года продолжается уменьшение численности населения, последние значимые объекты закрываются. В селе почти нет рабочих мест, поэтому почти все жители работают в Тамбове или ездят на заработки в Москву.

## География

### Климат
В селе умеренно континентальный климат, с умеренно холодной, снежной зимой и тёплым, достаточно влажным летом. Минимальное количество осадков выпадает в марте и в среднем составляет 31 мм.
Уличная сеть
- центральные улицы: улица Кирова, Советская, Максима Горького,
- прочие улицы: Дачная, Лесная, Ленина, Новая, Чапаева, Дружбы народов, Садовая, Тамбовская, Урицкого, Участок Столовское лесничество.

Водоемы:
- Богачевский пруд.
- Больничный пруд (бывший Барский пруд).
- пруд Песочка (расположен у лесничества).
- ручей Столовой.

Садово-парковые объекты:
- Барский парк (уцелел частично, располагается у больницы, ранее это была территория барской усадьбы).
- Барский сад (уцелел частично, располагается от поворота на кладбище).
Лесные объекты:
  - Столовское Лесничество.

Неофициальные местные названия районов села:
- Ножовка, Богачевка, Лягущевка, Комаревка, Церковный посёлок, Соловьёвка, Красный посёлок.

## Транспортное сообщение и маршруты до села
Автобусный маршрут 106Б, маршрутные такси.
Дорога с асфальтовым покрытием.

## Достопримечательности
- Памятник погибшим воинам односельчаном в годы Великой Отечественной войны.
- Братская могила пилотов павших в годы Великой Отечественной войны.
- Барский парк.

## Название села
Своё название село Столовое получило вследствие того, что располагалось вдоль проезжего тракта, по которому народ ездил из Тамбова в богатое село Бондари и далее на Спасск. Столовое имело несколько постоялых дворов, где проезжие могли останавливаться, то есть столоваться (ночевать, получать корм для лошадей, ужинать). Торговый люд, проходя и проезжая из Бондарей на ярмарку в Тамбов, дал ему название — Столовое. Второе название — Александровское очевидно связано с именем помещика Александра Михайловича Полетина.

## Население
В 1834 году в селе проживало — 926 жителей.
В 1856 году село насчитывало — 102 двора с населением 1101 житель.
В 1862 году в селе проживало — 1095 жителей.
В 1884 году село насчитывало — 230 дворов с населением 1666 жителей.
В 1897 году село насчитывало — 1872 жителя.
В 1910 году село насчитывало вместе с Николаевкой и окрестными хуторами 308 дворов.
В 1911 году в селе проживало — 2215 жителей.
В 1926 году в селе проживало — 558 домохозяйств с населением 2992 жителя.
В 1932 году в селе проживало — 3032 жителя.
В 1941 году село насчитывало 450 домохозяйств.
В 2002 году в селе проживал — 1554 житель
В 2010 году в селе проживал — 1581 житель.